# Pérignac (Charente Marítimo)
 Pérignac  es una población y comuna francesa, situada en la región de Poitou-Charentes, departamento de Charente Marítimo, en el distrito de Saintes y cantón de Pons.

## Demografía
| 1002 | 907 | 878 | 867 | 964 | 966 | 972 | 987 | 1008 | 998 |
| Para los censos de 1962 a 1999 la población legal corresponde a la población sin duplicidades (Fuente: INSEE [Consultar]) |     |     |     |     |     |     |     |      |     |